# Belichtungszeit

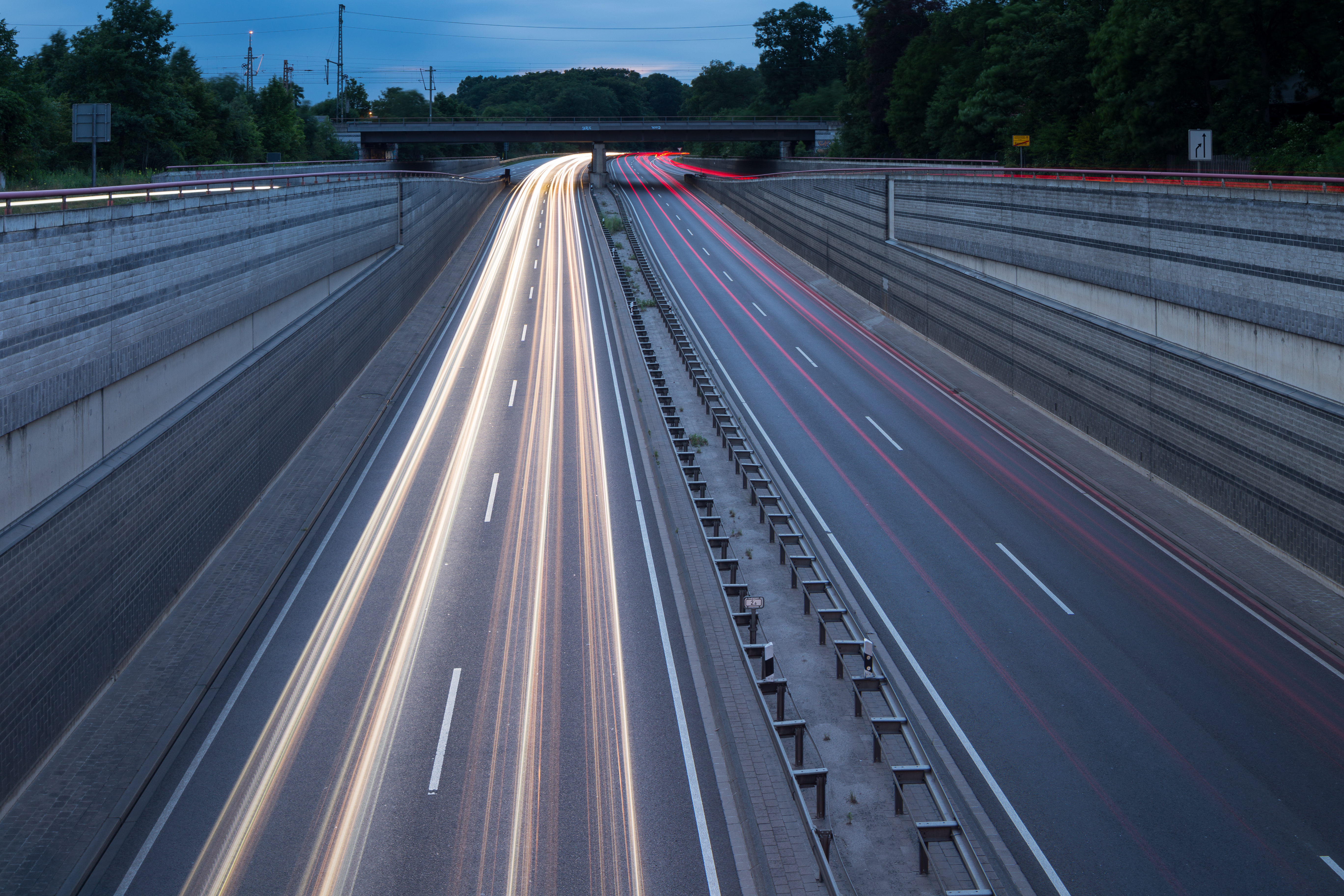
Je länger die Belichtung, desto deutlicher werden die Leuchtspuren der Autoscheinwerfer.

Einfluss der Belichtungszeit auf die Bildwirkung durch Bewegungsunschärfe

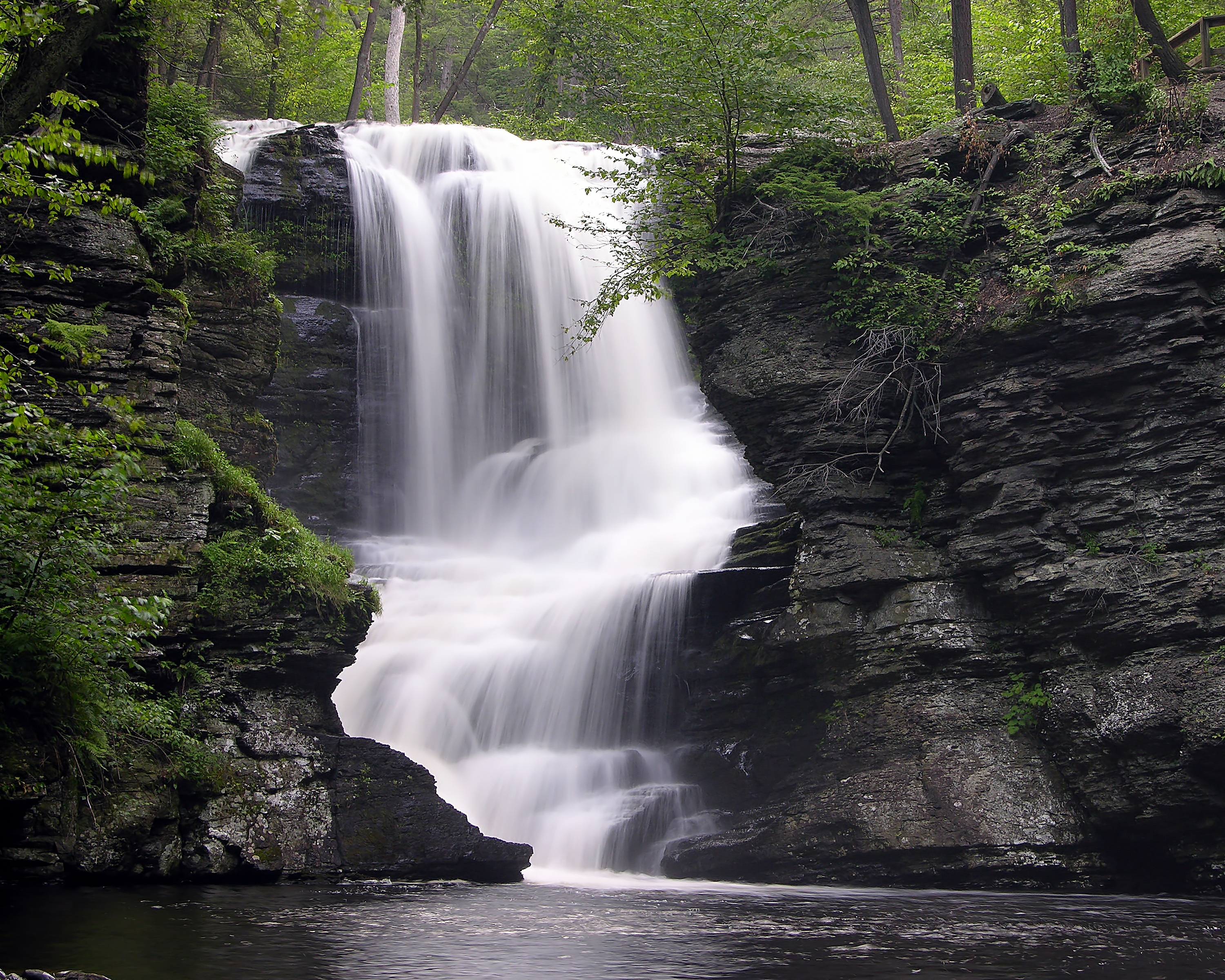
Bildgestaltung durch längere Belichtungszeit

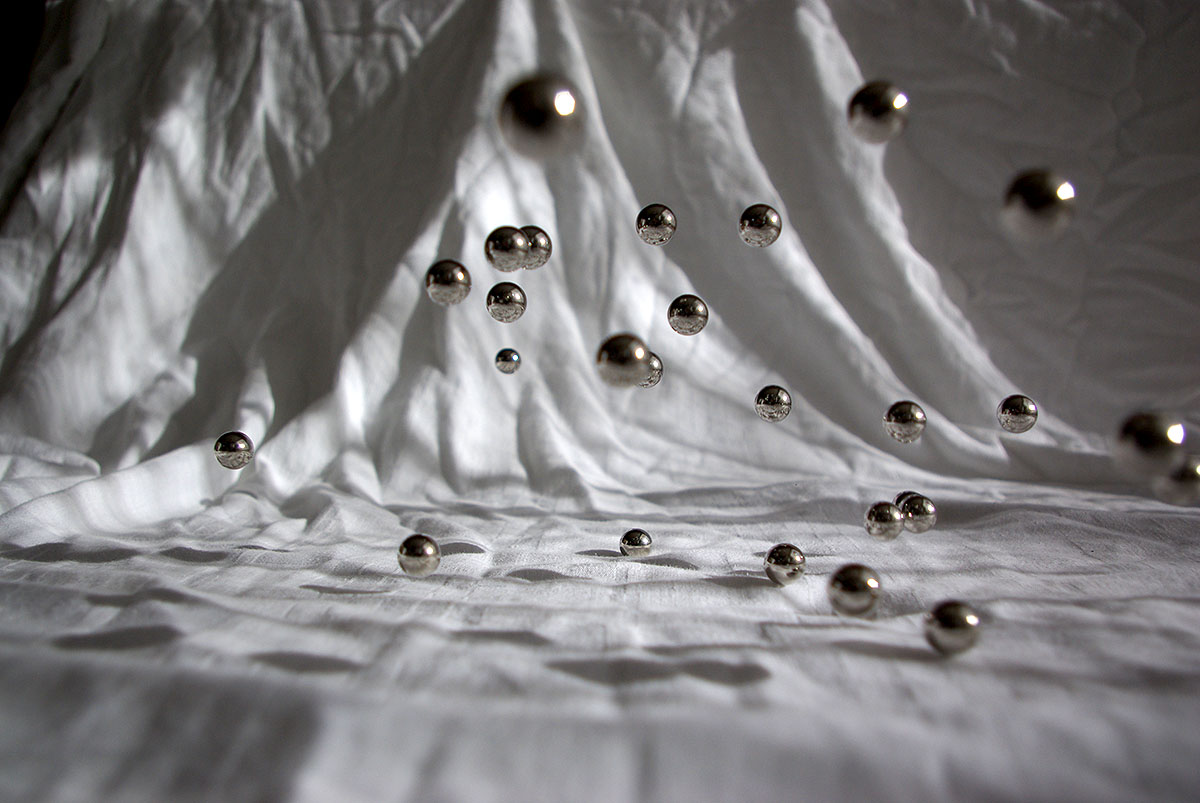
Einfrieren einer Bewegung bei einer Belichtungszeit von 1/2000 Sekunden

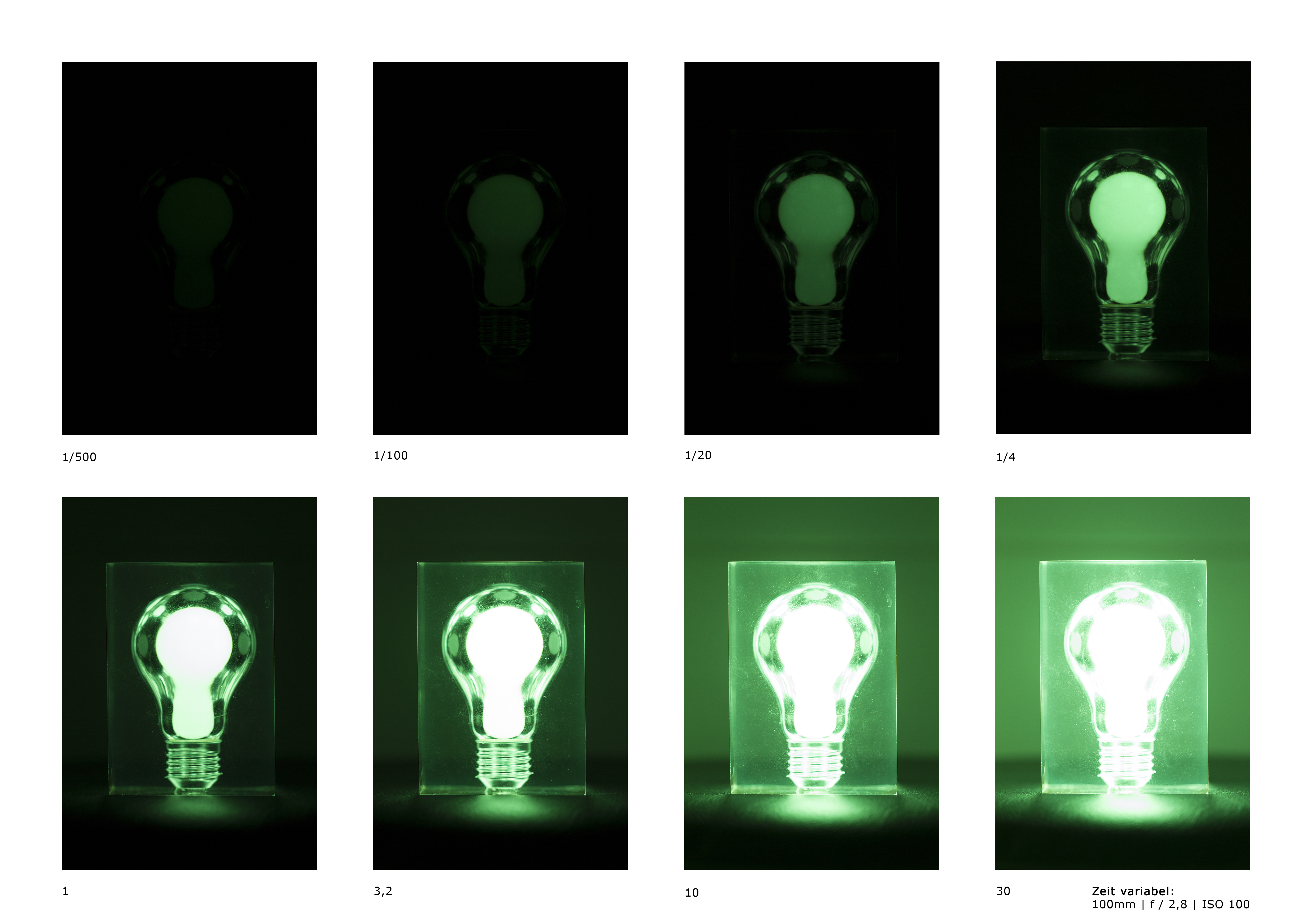
Einfluss der Belichtungszeit

Die Belichtungszeit (oder Belichtungsdauer, englisch exposure time) ist die Zeitspanne, in der ein lichtempfindliches Medium (z. B. Film bei herkömmlichen Kameras, CMOS- oder CCD-Sensor bei Digitalkameras) zur Aufzeichnung eines Bildes dem Licht ausgesetzt wird. Bei der Fotografie wird die Belichtungsdauer (bzw. Belichtungszeit) oft als „1/15 s“, „1/30 s“ (s für Sekunde) angegeben. Zusammen mit der Blendenzahl bestimmt die Belichtungszeit die auf das Medium einfallende Lichtmenge (engl. exposure value, EV). Eine korrekte Belichtung des Mediums ist abhängig von der Helligkeit des Motivs, der einfallenden Lichtmenge und der Empfindlichkeit des Mediums (ISO-, ASA- oder DIN-Zahl). Bei gegebener Motivhelligkeit und Empfindlichkeit ergibt nur eine bestimmte Lichtmenge die richtige Belichtung. Eine zu kurze Belichtungszeit führt zu unterbelichteten (zu dunklen) Bildern, eine zu lange zu überbelichteten Bildern, wobei die Toleranz bei etwa 30 % liegt. Fehlbelichtungen können aber teilweise in der Dunkelkammer bzw. durch digitale Bildverarbeitung korrigiert werden.

## Verschlusszeit
Die Belichtungszeit wird an der Kamera als Verschlusszeit eingestellt -- oder auf andere geeignete Weise realisiert, wenn die gewünschte Belichtungszeit außerhalb der möglichen Verschlusszeiten der Kamera liegt. Die notwendige Belichtungszeit wird kürzer mit stärkerem Lichteinfall (Helligkeit) sowie zunehmender Lichtempfindlichkeit des Bildaufnehmers (ISO-Zahl – je höher, umso lichtempfindlicher). Ermittelt wird die richtige Belichtungszeit mit einem (meist in die Kamera integrierten) Belichtungsmesser.

## Wertebereich
Die Belichtungszeit kann je nach eingesetzter Technik von Bruchteilen einer Sekunde bis hin zu Stunden reichen. Bei extrem kurzen Zeiten (unter ca. 1/5000 s) wird von Kurzzeitfotografie gesprochen, bei Zeiten über ca. 5 s von Langzeitbelichtung (insbesondere bei Nachtaufnahmen, mikroskopischen Aufnahmen, Astrofotografie). Speziell bei Aufnahmen auf Film ist für sehr kurze Belichtungszeiten der Kurzzeiteffekt, für sehr lange dagegen der Schwarzschildeffekt zu beachten.

## Verwackeln, Bewegungsunschärfe
Zu lange Belichtungszeiten können zu unscharfen („verwackelten“) Bildern führen. Die für ein ausreichend scharfes Ergebnis nötige Belichtungszeit kann durch verschiedene Maßnahmen verlängert werden: Einsatz eines Stativs, kürzere Brennweite des Objektivs, Bildstabilisierung oder geringere Auflösung des Bildes. Je länger die Brennweite des Objektives ist, desto kleiner der abgebildete Bildwinkel und desto größer der Einfluss einer Winkeländerung der Kamera innerhalb der Belichtungszeit.
Bei Kameras mit Kleinbildfilm gilt für Freihandaufnahmen als Faustregel, dass die Belichtungszeit nicht länger als der Kehrwert der Brennweite sein sollte. Bei einem 50-mm-Objektiv an der Kleinbildkamera sollte die Belichtungszeit also ca. 1/50 s (einstellbar ist üblicherweise 1/30 oder 1/60 Sekunde), bei einem 500-mm-Objektiv ca. 1/500 s nicht überschreiten.
Für Kameras mit kleineren Sensoren lautet die Faustregel, dass die Belichtungszeit aus freier Hand nicht länger als der Kehrwert der [Brennweite] × [Formatfaktor] sein sollte, bei 50 mm und Faktor 1,5 also 1/75 s. Nach der Verschlusszeitreihe kann der Fotograf zwischen 1/60 und 1/125 Sekunde wählen, womit 1/125 als sicherer Wert gilt. Hierbei ist zu beachten, dass diese Faustregel für Abzüge gedacht ist, die mindestens im Abstand der Bilddiagonalen des Abzugs betrachtet werden.
Wer eine sehr ruhige Hand besitzt, kann aber bei kurzer Brennweite noch 1/10 bis 1/20 Sekunde schaffen, insbesondere mit Touch-Auslöser. Mehrere Aufnahmen erlauben es, die schärfste auszusuchen. Ohne Stativ ist es nützlich, die Oberarme fest an den Körper zu pressen und beim Auslösen kurz den Atem anzuhalten. Mit aufgestützter Kamera sind auch Belichtungszeiten über 1 Sekunde möglich.
Die Bewegungsunschärfe steigt wie die Gefahr des Verwackelns mit langer Belichtungszeit, langer Brennweite (und hohem Formatfaktor (Crop-Faktor) bei gleicher Brennweite).
Siehe auch: Momentaufnahme

## Belichtung
Neben der Blendenzahl ist die Belichtungszeit das wichtigste Mittel zur Gestaltung fotografischer Werke. Sie bestimmt, ob der Propeller eines Flugzeugs als verschwommener Kreis (längere Belichtungszeit) oder als scheinbar stehender Propeller (kurze Belichtungszeit) abgebildet wird (siehe auch Bewegungsunschärfe). Umgekehrt erzwingen gewünschte Blenden (insbesondere zur Erzeugung bestimmter Schärfentiefe) im Allgemeinen bestimmte Belichtungszeiten. Ausnahmen können durch Verwendung spezieller Filmempfindlichkeiten oder durch Graufilter erreicht werden.